# 串果藤
串果藤（学名：Sinofranchetia chinensis）为木通科串果藤属下的一个种。